# Rio Bălășina (Bega)
O Rio Bălăşina é um rio da Romênia afluente do rio Bega, localizado no distrito de Timiş.